# Thomas Ewing
Thomas Ewing, Sr. (West Liberty, 28 de dezembro de 1789 – Lancaster, 26 de outubro de 1871) foi um advogado e político norte-americano do estado de Ohio.
Ewing estudou na Universidade de Ohio e começou a praticar direito em 1816. Ele foi eleito senador em 1831 pelo Partido Nacional Republicano, servindo até 1837 quando perdeu a reeleição; nesse meio tempo ele passou para o Partido Whig. Ewing foi nomeado em 1841 como Secretário do Tesouro dos Estados Unidos pelo presidente William Henry Harrison, servindo até setembro do mesmo ano quando renunciou em oposição ao novo presidente John Tyler.
Ele retornou para o governo em 1849 quando foi nomeado pelo presidente Zachary Taylor para o recém criado cargo de Secretário do Interior dos Estados Unidos, porém retornou ao Senado no ano seguinte a fim de preencher a vacância deixada pela renúncia de Thomas Corwin, atuando como senador até o fim do mandato em 1851 por não ter conseguido ser eleito. Ewing voltou a praticar direito depois disso e foi posteriormente enviado a Washington, D.C. em 1861 como um dos delegados de paz para tentar impedir a Guerra de Secessão.
Em fevereiro de 1868 o presidente Andrew Johnson o nomeou como Secretário da Guerra, porém sua confirmação foi negada pelo Senado. Ele morreu em 1871 e foi enterrado no Cemitério de St. Mary em Lancaster, Ohio.